# Natuurpark Pagoeta
Het Natuurpark Pagoeta (Spaans: Parque natural de Pagoeta/Baskisch: Pagoetako natura parkea of Pagoeta parke naturala) is een natuurpark in Baskenland in Spanje. Het natuurpark werd opgericht in 1998 en is 2910 hectare groot. Het natuurpark omvat gebergte, loofbossen.